# Tony Haygarth
Tony Haygarth (Liverpool, 1945. február 4. – Royal Tunbridge Wells, 2017. március 10.) angol színész.

## Filmjei

### Mozifilmek
- A fenyegetés (Unman, Wittering and Zigo) (1971)
- Britannia gyógyintézet (Britannia Hospital) (1982)
- Magánpraxis (A Private Function) (1984)
- Frankenstein menyasszonya (The Bride) (1985)
- Álomgyermek (Dreamchild) (1985)
- Óraműpontossággal (Clockwise) (1986)
- A varrónő (The Dressmaker) (1988)
- London megöl engem (London Kills Me) (1991)
- A per (The Trial) (1993)
- Jütland hercege (Prince of Jutland) (1994)
- Érzelmek hullámain (Swept from the Sea) (1997)
- Erdőlakók (The Woodlanders) (1997)
- Csibefutam (Chicken Run) (2000, hang)
- Re/Produkció (Fakers) (2004)

### Tv-filmek
- Én, Claudius (I, Claudius) (1976)
- Sharpe ellensége (Sharpe's Enemy) (1994)
- Sharpe igazsága (Sharpe's Justice) (1997)
- Aranymezők (Fields of Gold) (2002)
- Őfelsége kapitánya: Hűség (Hornblower: Loyalty) (2003)
- Őfelsége kapitánya: Kötelesség (Hornblower: Duty) (2003)
- Az iskolatárs (Class of '76) (2005)
- Pusztaház örökösei (Bleak House) (2005)
- A zöldellő fa alatt (Under the Greenwood Tree) (2005)

### Tv-sorozatok
- A bor nem válik vízzé (Last of the Summer Wine) (1973, egy epizódban)
- Adrian Mole újabb kínszenvedései (The Growing Pains of Adrian Mole) (1987, egy epizódban)
- A vándor (The Wanderer) (1994, egy epizódban)
- Baleseti sebészet (Casualty) (1994, 2006, két epizódban)
- Kisvárosi gyilkosságok (Midsomer Murders) (2001, 2007, 2012, három epizódban)
- Gyilkos ösztön (Murder in Mind) (2002, egy epizódban)
- Műszak után (Clocking Off) (2003, egy epizódban)
- Foyle háborúja (Foyle's War) (2004, egy epizódban)
- Doktorok (Doctors) (2004, 2008, 2013, három epizódban)
- Linley felügyelő nyomoz (The Inspector Lynley Mysteries) (2005, egy epizódban)
- Dalziel és Pascoe nyomoz (Dalziel and Pascoe) (2006, két epizódban)
- A vadon bűvöletében (Wild at Heart) (2007, egy epizódban)